# Queluzito
Queluzito är en kommun i Brasilien.   Den ligger i delstaten Minas Gerais, i den sydöstra delen av landet, 700 km sydost om huvudstaden Brasília. Antalet invånare är 1 866.
Omgivningarna runt Queluzito är huvudsakligen savann. Runt Queluzito är det glesbefolkat, med 11 invånare per kvadratkilometer.